# Dorfkirche Schilda

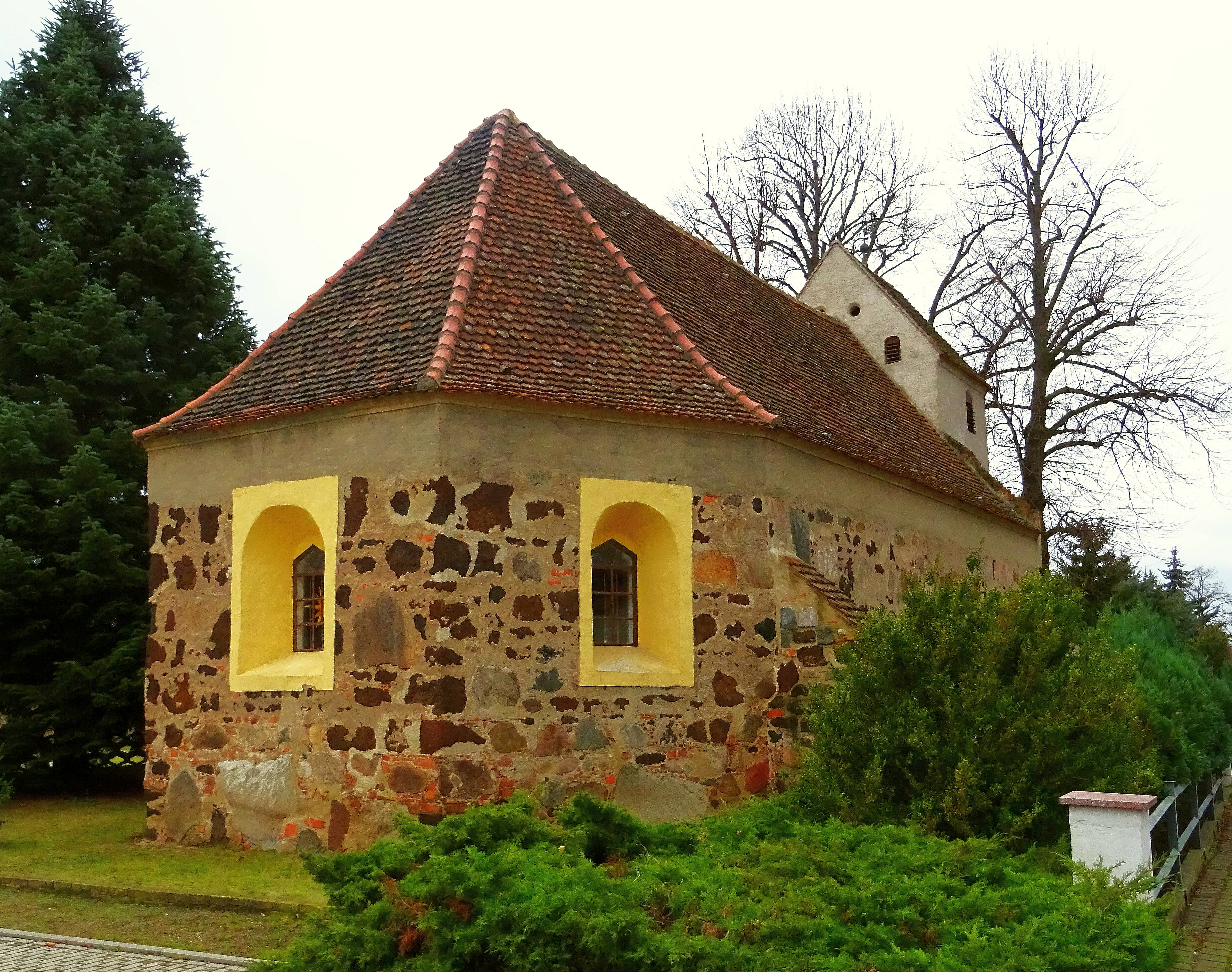
Dorfkirche Schilda

Die evangelische Dorfkirche Schilda ist ein denkmalgeschütztes Kirchengebäude in der südbrandenburgischen Gemeinde Schilda im Landkreis Elbe-Elster.
Der aus dem 16. Jahrhundert stammende und überwiegend aus Feldstein errichtete spätgotische Saalbau befindet sich im Ortszentrum auf dem alten Dorfanger des Ortes. Als Besonderheiten der Kirche gelten ein aus dem 13. Jahrhundert stammender Taufstein sowie zwei Schnitzfiguren, die auf das 14. beziehungsweise 15. Jahrhundert datiert werden.

## Baubeschreibung und -geschichte

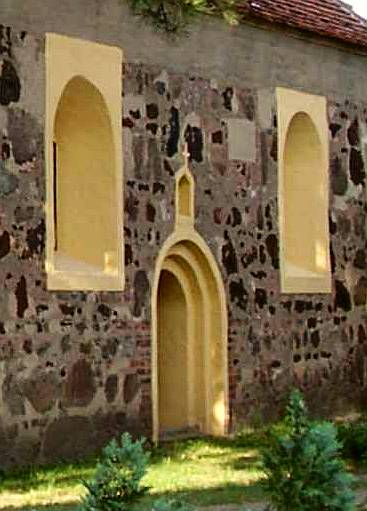
Stufenportal in der Südwand

Die evangelische Kirche im um 1300 urkundlich erstmals erwähnten Schilda entstand in dieser Form vermutlich im beginnenden 16. Jahrhundert durch Um- und Ausbauarbeiten. Bei dem Bauwerk handelt es sich um einen überwiegend aus Feldstein bestehenden spätgotischen Saalbau mit dreiseitigem Ostschluss. Im Westen des Kirchenschiffs, welches an seinen vier Ecken schwere Strebepfeiler besitzt, befindet sich ein niedriger eingezogener Kirchturm mit quadratischem Grundriss und Satteldach. Diesen erhielt die Kirche wahrscheinlich bei den Umbauarbeiten Anfang des 16. Jahrhunderts. In der Südwand ist ein rundbogiges Stufenportal mit einer darüber befindlichen dreieckigen Scheitelnische und einem krönenden Scheitelkreuz zu erkennen. Ebenso rundbogig und stufenförmig ist das Portal am westlichen Eingang zum Turm. Die Fenster der Kirche sind korbbogig gestaltet.

## Ausstattung (Auswahl)
Die Decke im Inneren ist hohltonnenförmig ausgebildet und mit ländlichen Malereien aus dem 18. Jahrhundert verziert. An der Nord- und Südseite befinden sich seit dem 17. Jahrhundert Emporen. Die quadratische Kanzel stammt aus der Mitte des 18. Jahrhunderts. In ihrer Brüstung sind Gemälde zu finden, welche die Evangelisten zeigen.
Ein in der Schildaer Kirche befindlicher Altaraufsatz zeigt in seinem Hauptfeld ein Relief der göttlichen Dreifaltigkeit vor einem Wolkenhimmel. In der Predella ist ein ovales Gemälde zu sehen. Als bemerkenswert gilt der Taufstein der Schildaer Kirche. Für ihn wurde ein spätromanisches Kelchblockkapitell aus der Zeit um 1230 verwendet. Seine Ornamente zeigen reiches Blatt- und Rankenwerk sowie Trauben. Ein in ähnlicher Form gestalteter Taufstein aus derselben Zeit ist auch in der Dorfkirche im zehn Kilometer nordöstlich gelegenen Gruhno zu finden. Bei beiden wird vermutet, dass sie einst Teil des Klosters Dobrilugk waren und im Verlauf des 19. Jahrhunderts nach Schilda und Gruhno kam. Sie gelten heute als „wertvolle Zeugnisse für die Qualität der am mittelalterlichen Klosterkomplex verwendeten Bauteile.“
Eine weitere Besonderheit sind zwei Schnitzfiguren aus Lindenholz. Eine der Figuren ist der Rest eines Kruzifixes. Sie wird auf die Zeit um 1400 datiert. Die Zweite stellt eine Madonna mit Kind dar und entstammt wohl der Zeit um 1300. Diese 82 Zentimeter große Figur, deren Herkunft nicht bekannt ist, wurde erst vor einigen Jahren schwer beschädigt im Windkanal der Orgel gefunden. Ihre Existenz war bis dato vollkommen unbekannt und Inzwischen wurde sie restauriert. Weiters ist in der Kirche ein figürlicher Kindergrabstein aus dem 17. Jahrhundert zu finden.
Außerdem befindet sich in der Kirche eine 1898 vom Bleicheroder Orgelbaubetrieb Robert Knauf & Sohn geschaffene Orgel (op. 198). Sie verfügt über eine pneumatische Kegellade, ein Manual und sieben Register.

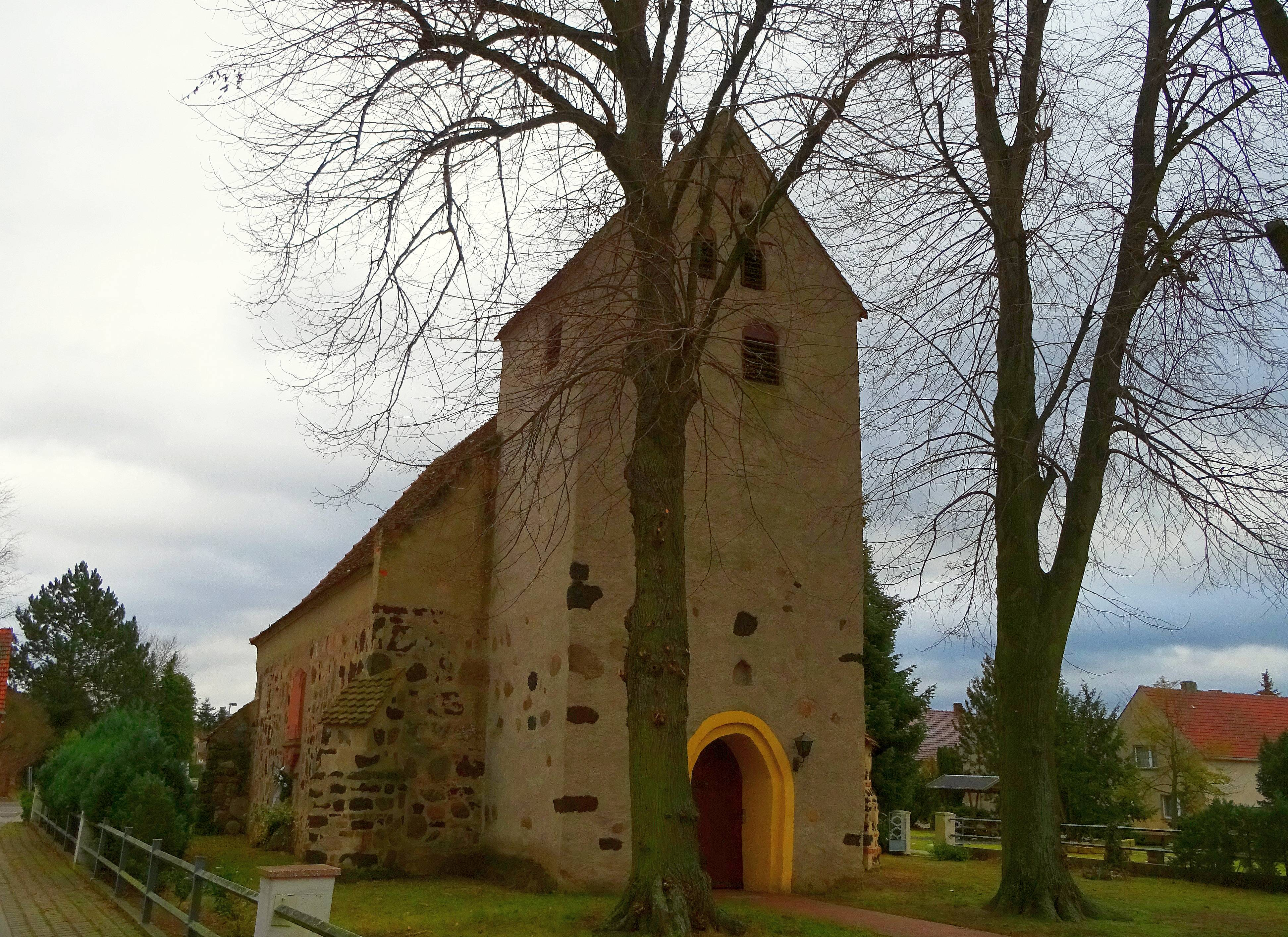
Westansicht mit Turm
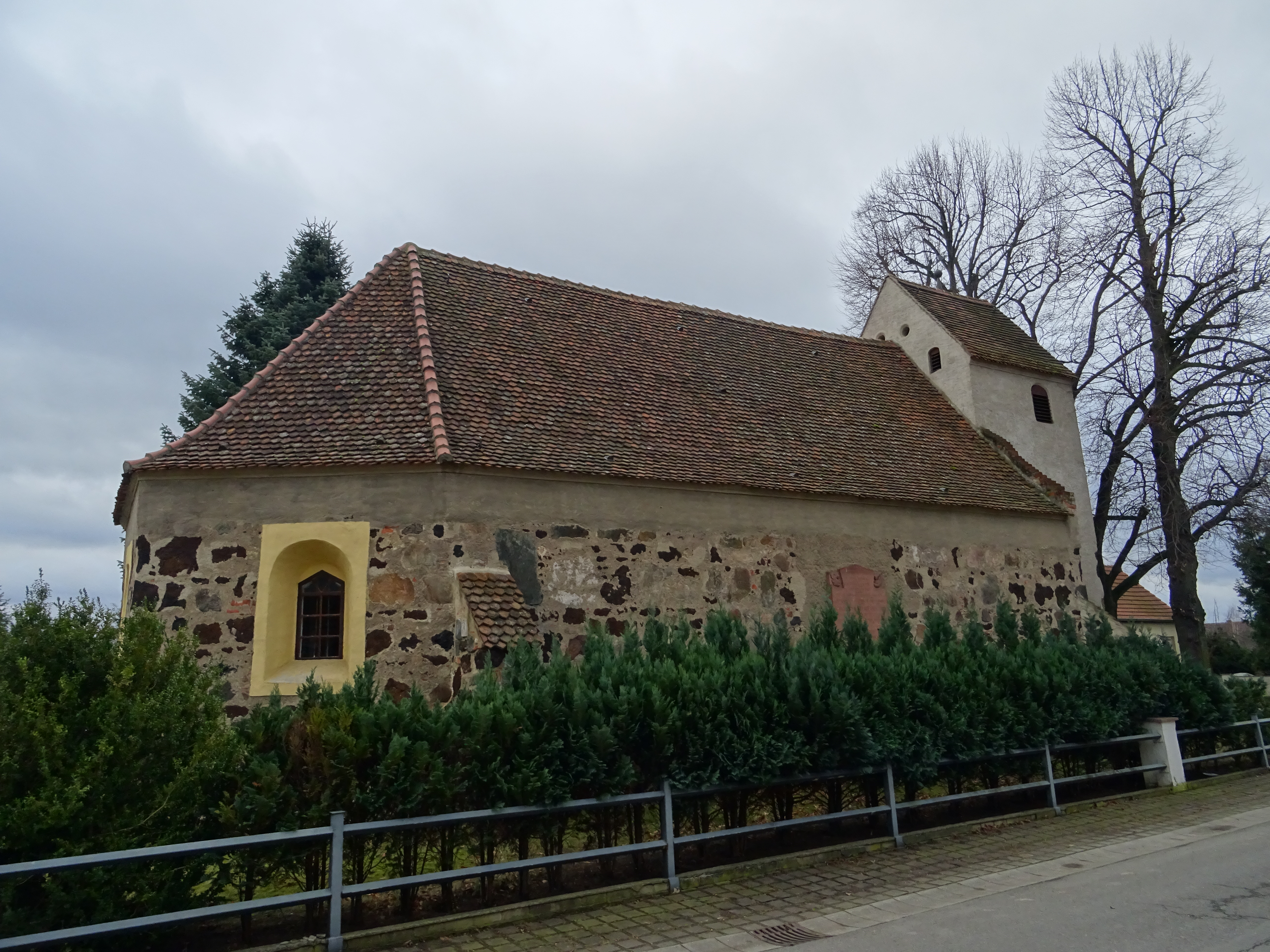
Nordansicht
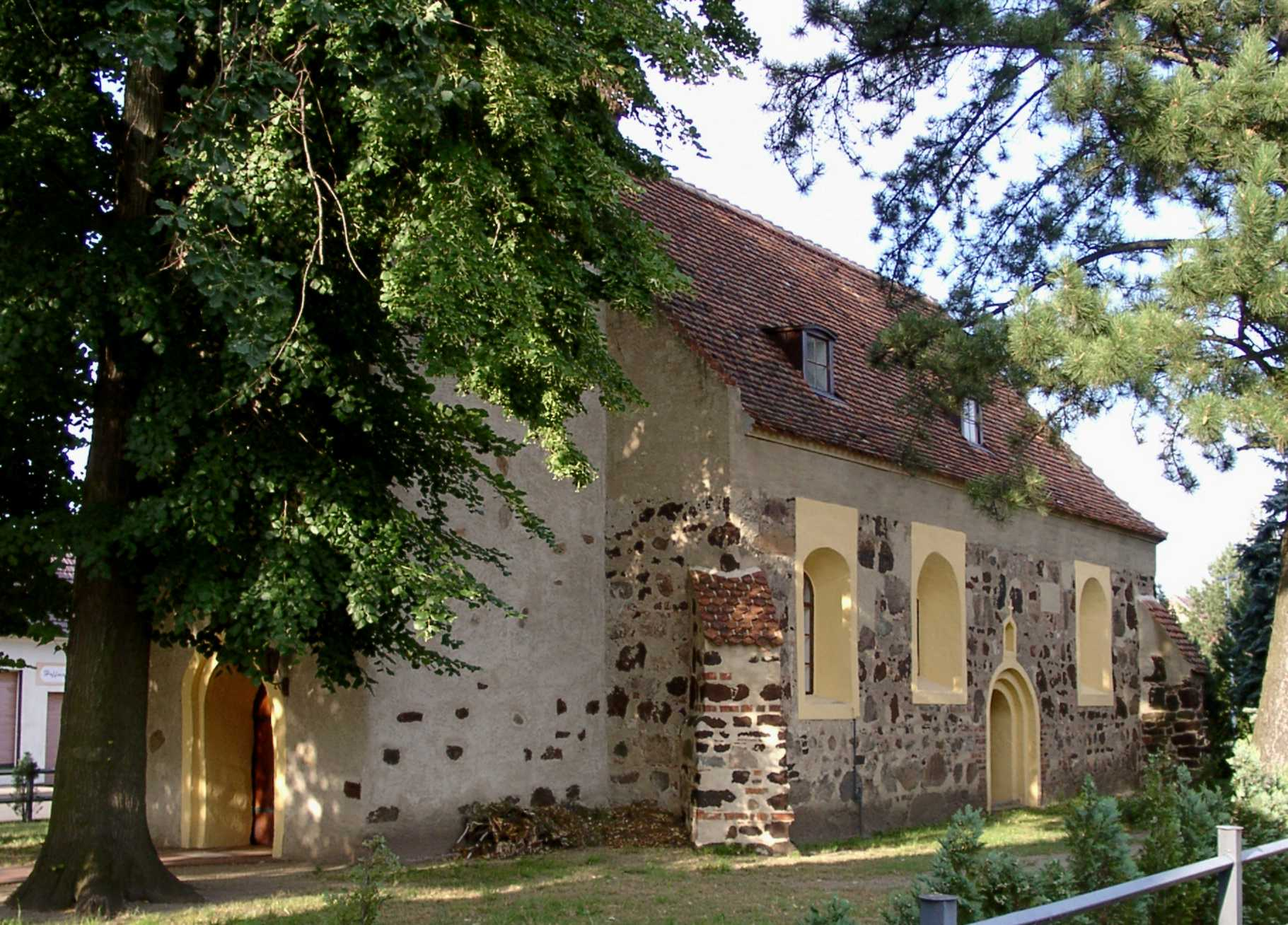
Südansicht

## Gemeindezugehörigkeit
Schilda ist, wie auch Schadewitz, Teil des Pfarrsprengels Tröbitz  im Kirchenkreis Niederlausitz der Evangelischen Kirche Berlin-Brandenburg-schlesische Oberlausitz, kurz EKBO, welches seit dem Jahre 1969 besteht.
Im Jahr 1991 gründeten die Kirchengemeinden von Tröbitz, Schilda und Schadewitz die Diakoniestation Doberlug-Kirchhain. Im Mai 1992 übernahm die Tröbitzer Kirchengemeinde die Trägerschaft der Kindertagesstätte in Tröbitz.

## Sage

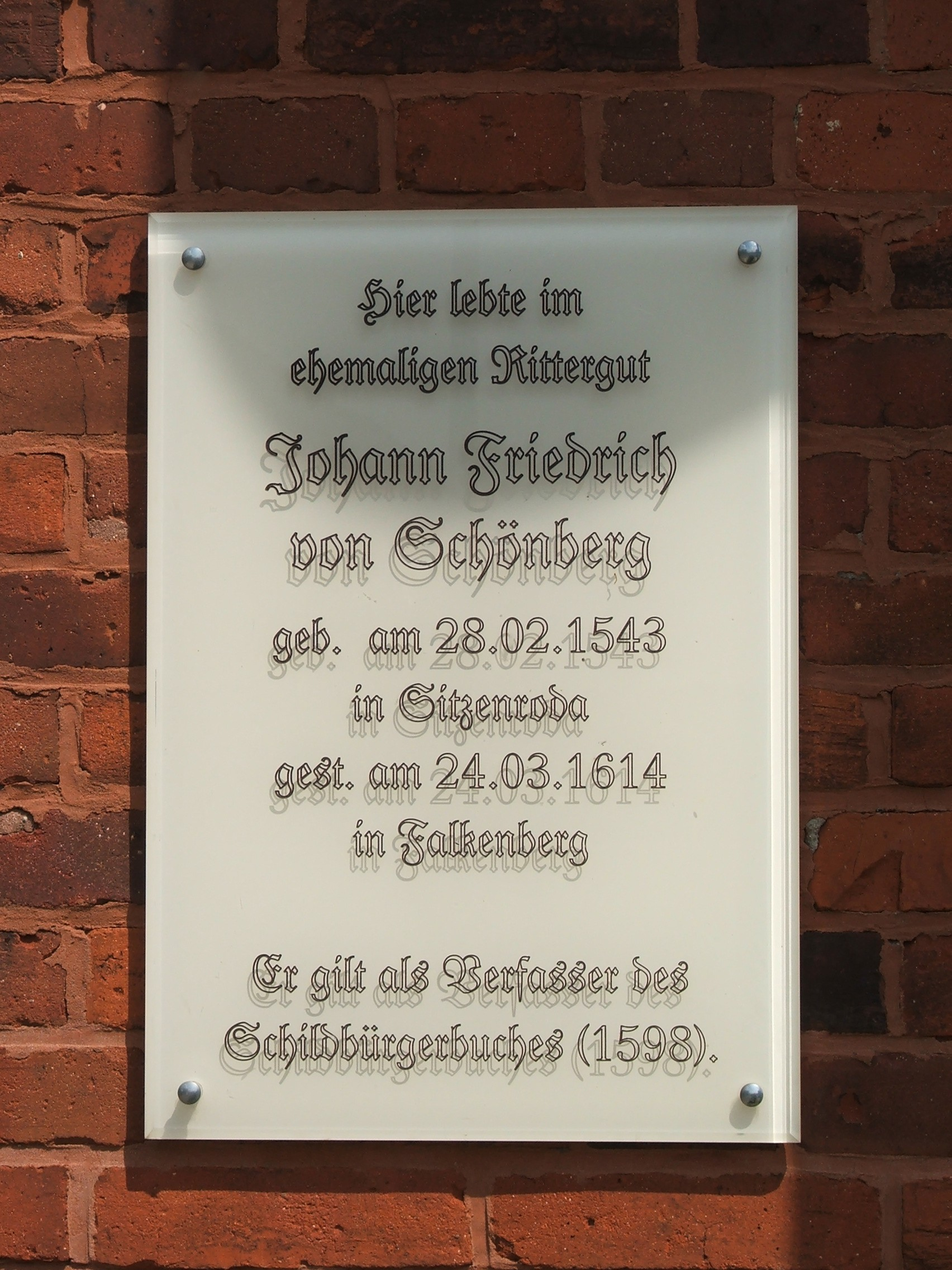
Gedenktafel für Johann Friedrich von Schönberg im zehn Kilometer entfernten Falkenberg/Elster

Eine sagenhafte Eigentümlichkeit der Kirche ist, dass sie an der Nordwand keine Fenster besitzt. Zuweilen wird das Dorf deshalb und wegen seines Namens auch gern mit Johann Friedrich von Schönbergs (1543–1614) fiktiven Schildbürgern in Verbindung gebracht, welche ihr Rathaus in einer der Geschichten ohne Fenster errichteten. Von Schönberg selbst wurde allerdings im knapp 30 Kilometer südwestlich gelegenen Sitzenroda bei Schildau geboren und wuchs hier auf; die Schreibweise war zeitweise ebenfalls Schilda. Er übernahm später Familienbesitz in den näher gelegenen Orten Falkenberg/Elster und Uebigau.
Der Sage nach hat die Schildaer Kirche deshalb auf der Nordseite keine Fenster, weil bei der Errichtung derselben der Dorfschulze meinte, „dass die Sonne nur am Tag scheine und ihr Licht verbreite. Deshalb brauche man an der Nordwand keine Fenster in das Kirchenschiff einzubauen; denn in der Nacht hielte man keine Kirche und man könne die Ausgaben sparen.“ Man folgte diesem weisen Vorschlag und so hat denn die Schildaer Kirche bis auf den heutigen Tag an der Nordseite keine Fenster.